# Eleições distritais no Distrito Federal em 1994
As eleições distritais no Distrito Federal em 1994 ocorreram em 3 de outubro como parte das eleições na unidade federativa em questão e em 26 estados brasileiros. Nelas foram eleitos o governador Cristovam Buarque, a vice-governadora Arlete Sampaio, os senadores Lauro Campos e José Roberto Arruda, oito deputados federais e vinte e quatro distritais. Como nenhum candidato a governador atingiu metade mais um dos votos válidos, houve um segundo turno em 15 de novembro entre Cristovam Buarque e Valmir Campelo, com vitória do petista.
Natural do Recife, o governador Cristovam Buarque é formado em Engenharia Mecânica na Universidade Federal de Pernambuco com mestrado em Economia na mesma instituição, onde lecionou. Professor da Universidade Católica de Pernambuco e colaborador da SUDENE, saiu do país em 1970 para fugir do Ato Institucional Número Cinco e três anos depois concluiu o Doutorado em Economia em Paris, na Sorbonne. Ainda em 1973, foi trabalhar no Banco Interamericano de Desenvolvimento e viajou pela América Latina a convite de outros organismos internacionais.
Sua volta ao Brasil aconteceu nas pegadas da Lei da Anistia sancionada em 1979 pelo presidente João Figueiredo e assim tornou-se professor da Universidade de Brasília. Colaborador do ministro da Indústria e Comércio, João Camilo Pena, assessorou Tancredo Neves durante a sucessão presidencial e com a morte deste foi confirmado na chefia de gabinete de Fernando Lyra, titular do Ministério da Justiça nos primeiros meses do Governo Sarney, em 1985, até ser escolhido reitor da UnB. Outrora militante da Ação Popular nos primeiros tempos do Regime Militar de 1964, filou-se ao PT após participar da campanha presidencial de Luiz Inácio Lula da Silva em 1989. Sua vitória ao Palácio do Buriti tendo como vice-governadora a médica Arlete Sampaio, encerra um ciclo de seis anos onde a cena política brasiliense foi dominada por Joaquim Roriz.
O senador eleito mais votado foi Lauro Campos. Advogado formado pela Universidade Federal de Minas Gerais, ele nasceu em Belo Horizonte, é pós-graduado em Economia em Roma e Doutor pela Universidade Federal de Goiás. Professor da Universidade Federal de Minas Gerais e da Universidade Federal de Goiás, chegou à capital federal em 1976 integrando a Universidade de Brasília. Filiado ao PT, elegeu-se senador após as derrotas de 1986 e 1990.
A segunda vaga senatorial coube a José Roberto Arruda. Formado em Engenharia Elétrica na Universidade Federal de Itajubá, cidade onde nasceu. Diretor da Novacap no governo Aimé Lamaison, fez especialização em Engenharia de Segurança em Barcelona e pós-graduação em Administração Pública na Fundação Getúlio Vargas. Com a Nova República tornou-se Secretário de Modernização Administrativa e Informática do Ministério de Minas e Energia sob a gestão Aureliano Chaves, até assumir a Companhia Energética de Brasília. Secretário de Serviços Públicos durante o governo José Aparecido de Oliveira, fundou o PSDB no Distrito Federal. Durante o segundo governo de Joaquim Roriz foi chefe da Casa Civil e depois secretário de Obras, elegendo-se senador pelo PP em 1994.

## Resultado da eleição para governador

### Primeiro turno
Segundo o Tribunal Regional Eleitoral do Distrito Federal houve 768.815 votos nominais (84,01%), 83.367 votos em branco (9,11%) e 62.996 votos nulos (6,88%) totalizando 915.178 eleitores.
| Candidatos a governador do estado | Candidatos a vice-governador     | Número | Coligação                                                | Votação | Percentual |
| --------------------------------- | -------------------------------- | ------ | -------------------------------------------------------- | ------- | ---------- |
| Valmir Campelo PTB                | Newton de Castro PP              | 141    | Frente Progressista (PTB, PP, PMDB, PFL)                 | 304.848 | 39,65%     |
| Cristovam Buarque PT              | Arlete Sampaio PT                | 131    | Frente Popular Brasília (PT, PSB, PPS, PCdoB, PCB, PSTU) | 285.841 | 37,18%     |
| Maria de Lourdes Abadia PSDB      | Wanderley Vallim PPR             | 451    | Brasília de Mãos Dadas (PSDB, PPR, PMN)                  | 155.164 | 20,18%     |
| Ildeu Alves de Araújo PRONA       | José Uchôa de Aquino PRONA       | 561    | PRONA (sem coligação)                                    | 9.457   | 1,23%      |
| Paulo César Timm PDT              | Boanerges Araújo PDT             | 121    | PDT (sem coligação)                                      | 8.367   | 1,09%      |
| João Ferreira da Silva PSC        | Paulo Florentino da Silveira PSC | 201    | Força Alternativa (PSC, PSD)                             | 5.138   | 0,67%      |
| Fontes:                           |                                  |        |                                                          |         |            |

### Segundo turno
Segundo o Tribunal Regional Eleitoral do Distrito Federal houve 853.847 votos nominais (94,69%), 4.294 votos em branco (0,48%) e 43.601 votos nulos (4,84%) totalizando 901.742 eleitores.
| Candidatos a governador do estado | Candidatos a vice-governador | Número | Coligação                                                | Votação | Percentual |
| --------------------------------- | ---------------------------- | ------ | -------------------------------------------------------- | ------- | ---------- |
| Cristovam Buarque PT              | Arlete Sampaio PT            | 13     | Frente Popular Brasília (PT, PSB, PPS, PCdoB, PCB, PSTU) | 460.137 | 53,89%     |
| Valmir Campelo PTB                | Newton de Castro PP          | 14     | Frente Progressista (PTB, PP, PMDB, PFL)                 | 393.710 | 46,11%     |
| Fontes:                           |                              |        |                                                          |         |            |

## Resultado da eleição para senador
Segundo o Tribunal Regional Eleitoral do Distrito Federal compareceram 915.178 eleitores.
| Candidatos a senador da República | Candidatos a suplente de senador                             | Número | Coligação                                                | Votação | Percentual |
| --------------------------------- | ------------------------------------------------------------ | ------ | -------------------------------------------------------- | ------- | ---------- |
| Lauro Campos PT                   | Ulisses Riedel PSB Jodette Guilherme Amorim PT               | 133    | Frente Popular Brasília (PT, PSB, PPS, PCdoB, PCB, PSTU) | 352.464 | 26,31%     |
| José Roberto Arruda PP            | Lindberg Aziz Cury PMDB Ilton Ferreira Mendes PP             | 393    | Frente Progressista (PTB, PP, PMDB, PFL)                 | 301.194 | 22,48%     |
| Márcia Kubitschek PP              | Pedro Henrique Teixeira PP Clarindo Carlos da Rocha PFL      | 392    | Frente Progressista (PTB, PP, PMDB, PFL)                 | 211.865 | 15,82%     |
| Carlos Alberto Torres PPS         | Antônio Carlos de Andrade PT José Messias de Souza PCdoB     | 232    | Frente Popular Brasília (PT, PSB, PPS, PCdoB, PCB, PSTU) | 194.052 | 14,49%     |
| Sigmaringa Seixas PSDB            | Otília Pompeu de Sousa PSDB Edno Magalhães PPR               | 453    | Brasília de Mãos Dadas (PSDB, PPR, PMN)                  | 140.781 | 10,51%     |
| Joaquim Vaz de Mesquita PPR       | João Pelles PPR Agostinho Oliveira dos Santos PMN            | 112    | Brasília de Mãos Dadas (PSDB, PPR, PMN)                  | 42.566  | 3,18%      |
| Rui Nogueira PRONA                | Avani Dias de Araújo PRONA Maria Divina Pereira PRONA        | 562    | PRONA (sem coligação)                                    | 31.506  | 2,35%      |
| Mauro Dantas PDT                  | Antônio Patrício de Assis PDT Antônio Luiz Neiva Moreira PDT | 123    | PDT (sem coligação)                                      | 29.947  | 2,24%      |
| Camilo Calazans PDT               | Sônia Guedes Ferreira PDT Jorge Siqueira Mota PDT            | 122    | PDT (sem coligação)                                      | 18.961  | 1,41%      |
| Laélio de Souza PSD               | Etibere Zen PSC Arnaldo de Azevedo Sodré PSD                 | 412    | Força Alternativa (PSC, PSD)                             | 16.205  | 1,21%      |
| Fontes:                           |                                                              |        |                                                          |         |            |

## Deputados federais eleitos
São relacionados os candidatos eleitos com informações complementares da Câmara dos Deputados.

Representação eleita
  PP: 3
  PT: 2
  PFL: 1
  PPS: 1
  PCdoB: 1

| Número  | Deputados federais eleitos | Partido | Votação | Percentual | Localidade onde nasceu   | Unidade federativa |
| 1315    | Chico Vigilante            | PT      | 57.697  | 9,24%      | Vitorino Freire          | Maranhão           |
| 3920    | Wigberto Tartuce           | PP      | 57.649  | 9,23%      | Rio Verde                | Goiás              |
| 2512    | Osório Adriano             | PFL     | 53.864  | 8,63%      | Uberaba                  | Minas Gerais       |
| 2323    | Augusto Carvalho           | PPS     | 45.782  | 7,33%      | Patos de Minas           | Minas Gerais       |
| 3939    | Benedito Domingos          | PP      | 39.070  | 6,26%      | São Sebastião do Paraíso | Minas Gerais       |
| 3940    | Jofran Frejat              | PP      | 35.897  | 5,75%      | Floriano                 | Piauí              |
| 6511    | Agnelo Queiroz             | PCdoB   | 23.979  | 3,84%      | Itapetinga               | Bahia              |
| 1333    | Maria Laura Pinheiro       | PT      | 19.849  | 3,18%      | Jaguaribe                | Ceará              |
| Fontes: |                            |         |         |            |                          |                    |

## Deputados distritais eleitos
Foram eleitos 24 parlamentares para a Câmara Legislativa do Distrito Federal.

Representação eleita
  PP: 7
  PT: 7
  PDT: 2
  PSDB: 2
  PMDB: 1
  PTB: 1
  PFL: 1
  PRN: 1
  PPS: 1
  PL: 1

| Número  | Deputados distritais eleitos | Partido | Votação | Percentual | Localidade onde nasceu  | Unidade federativa  |
| 39239   | Luiz Estevão                 | PP      | 46.205  | 5,12%      | Rio de Janeiro          | Rio de Janeiro      |
| 13113   | Pedro Celso                  | PT      | 14.282  | 1,58%      | Tiros                   | Minas Gerais        |
| 13200   | Geraldo Magela               | PT      | 13.095  | 1,45%      | Patos de Minas          | Minas Gerais        |
| 15133   | Odilon Aires                 | PMDB    | 12.670  | 1,40%      | Ponte Alta do Bom Jesus | Tocantins           |
| 13194   | Maninha                      | PT      | 11.161  | 1,23%      | Januária                | Minas Gerais        |
| 12190   | João de Deus Silva Carvalho  | PDT     | 10.870  | 1,20%      | Piaçabuçu               | Alagoas             |
| 39139   | Edimar Pireneus              | PP      | 10.534  | 1,16%      | Corumbá de Goiás        | Goiás               |
| 39222   | Daniel Marques de Sousa      | PP      | 10.393  | 1,15%      | Anápolis                | Goiás               |
| 39101   | Manoel de Andrade            | PP      | 9.689   | 1,07%      | Jaçanã                  | Rio Grande do Norte |
| 14140   | Peniel Pacheco               | PTB     | 9.592   | 1,06%      | Uberaba                 | Minas Gerais        |
| 13111   | Lúcia Carvalho               | PT      | 9.539   | 1,05%      | Londrina                | Paraná              |
| 39144   | Benício Tavares              | PP      | 9.472   | 1,05%      | Rio de Janeiro          | Rio de Janeiro      |
| 13222   | Wasny de Roure               | PT      | 9.288   | 1,03%      | Goiânia                 | Goiás               |
| 39199   | Jorge Cauhy                  | PP      | 9.255   | 1,02%      | Uberaba                 | Minas Gerais        |
| 39299   | Tadeu Filippelli             | PP      | 9.237   | 1,02%      | Catanduva               | São Paulo           |
| 25123   | Carlos Pereira Xavier        | PFL     | 7.480   | 0,82%      | Vazante                 | Minas Gerais        |
| 36194   | César Lacerda                | PRN     | 7.166   | 0,79%      | Pires do Rio            | Goiás               |
| 23123   | Cláudio Monteiro             | PPS     | 6.640   | 0,73%      | Niterói                 | Rio de Janeiro      |
| 13140   | Antônio José Ferreira        | PT      | 6.317   | 0,70%      | Anápolis                | Goiás               |
| 45101   | José Edmar                   | PSDB    | 5.976   | 0,66%      | Formosa                 | Goiás               |
| 12112   | José Ramalho Brasileiro      | PDT     | 5.944   | 0,65%      | Igaraci                 | Paraíba             |
| 22111   | Renato Rainha                | PL      | 5.898   | 0,65%      | Presidente Prudente     | São Paulo           |
| 13190   | Marco Lima                   | PT      | 5.338   | 0,59%      | Brasília                | Distrito Federal    |
| 45120   | Marcos Arruda                | PSDB    | 4.620   | 0,51%      | João Pessoa             | Paraíba             |
| Fontes: |                              |         |         |            |                         |                     |